# Genes, Brain and Behavior
Genes, Brain and Behavior (em Português: Genes, Cérebro e Comportamento) é uma revista científica com revisão por pares nos campos da genética comportamental, neural e psiquiátrica.
De acordo com o Journal Citation Reports e fator de impacto desta revista era 4,061 em 2010. O fundador e editor-chefe é Wim E. Crusio (Centre National de la Recherche Scientifique e da Universidade de Bordeaux 1, França). O atual editor é Andrew Holmes (NIAAA, Bethesda, MD, EUA).